# 張一鵬
張 一鵬（ちょう いちほう）は中華民国の政治家・法学者。北京政府、南京国民政府（汪兆銘政権）で要人となった。字は雲搏（あるいは雲博）。兄の張一麐も政治家である。

## 事績
南洋公学で学んだが卒業せず、兄の張一麐が創始した蘇学社に加入した。1893年（光緒19年）、癸巳科挙人となる。その後、日本に留学し、1906年（光緒32年・明治39年）6月に法政大学法政速成科第二班を卒業した。なお、同期には汪兆銘（汪精衛）や李文範、胡漢民、古応芬、孫潤宇らがいる。帰国後、法部主事、京師地方検察庁庁長、呉江地方検察庁庁長、雲南高等検察庁検察長を歴任した。雲南から帰郷した後、『時事新報』の主編となる。
中華民国成立後、江蘇司法籌備処処長や北京政府の平政院評事兼第三庭庭長をつとめる。しかし1913年（民国2年）、江蘇省内36か所の初級審検庁を廃止しようとして省内各階層の反対に遭う。また、宋教仁暗殺事件の処理をめぐって、ついに辞任に追い込まれた。
1917年（民国6年）8月、江西省財政庁庁長となる。同年12月、北京政府中央の署理司法部次長に昇格した。1920年（民国9年）7月、薩鎮氷臨時内閣で司法総長代理をつとめた。また、この時期に東呉大学教授にもなっている。
1927年（民国16年）3月、国民革命軍が蘇州において呉県臨時行政委員会を設置すると、張一鵬はその主席兼民政局長となった。しかし同年6月に早くも辞任している。その後は、上海で弁護士を開業した。
1943年（民国32年）12月、南京国民政府（汪兆銘政権）において、司法行政部長に任命された。翌年7月14日、監獄を視察した際に感染した発疹チフスがもとで死去した。享年72。

### 汪兆銘政権における言動・姿勢
汪兆銘政権に参加した張一鵬だが、淪陥区（日本占領地域）において敢えて汪兆銘政権の一員となり日本側と渡り合った人物として、李思浩と並べられて金雄白（周仏海の腹心）から評価されている。「優容」な人柄の李に対し、張は「剛強の天性」である、とも金は評した。
当時の駐華日本大使（谷正之か）は、汪兆銘政権の基盤強化を目的として、中国東南部で声望高い張一鵬を引き込むよう汪側に提案していた。そこで、張と同郷の陳彬龢（上海市新聞聯合会理事長）が説得役を担うことになった。勧誘を受けた張は、当初激怒した。しかし、日本側の憲兵により収監された600人余りの「重慶の地下工作の愛国者」を救える人物は他にいない、と陳が説得したことにより、ついに張は汪兆銘政権参加を承諾した。
司法行政部長に就任する前に、張一鵬は上海のキャセイ・ホテルで各界人士に報告の会合を開いた。その際に張は、(1) 在任は6か月限りである、(2) 人々は汪兆銘政権を伝染病扱いしているが、自らはマスクをして行くから感染することはない、などと、汪兆銘らを公然と非難する言動を呈した。なお汪自身は、張の発言や周囲の不快な反応を聞いても問題視せず、その人事を撤回することは無かった。
司法行政部長に就任した張一鵬は直ちに日本側と交渉を重ね、重慶側の地下工作員を次々と釈放させた。その一方で司法行政界の綱紀粛正に努め、各地の監獄の実地調査を重ねた。しかし激務が祟ったのか、発疹チフスに感染して死去することになった。

## 注
1. ↑  法政大学大学史資料委員会編(1988)、145頁。
2. ↑  金・池田(1960)、357頁。なお李思浩は、中国国民党・中国共産党のいずれからも漢奸として裁かれることは無かった。
3. ↑  金・池田(1960)、361頁。
4. ↑  金・池田(1960)、362-363頁。
5. ↑  金・池田(1960)、364頁。
6. ↑  金・池田(1960)、364-365頁。